# Château de Montendre
Le château de Montendre est situé dans la petite ville de Montendre en Charente-Maritime.

## Historique
Établi sur un éperon haut de 114 mètres, dominant les landes de Haute Saintonge et de Guyenne, de vastes étendues boisées (forêt de la Double) et les toits de la petite cité située en contrebas, le château de Montendre aurait succédé à un castrum romain et à une première forteresse en bois, construite vers le IXe siècle, où, selon la tradition, Charlemagne aurait fait halte en poursuivant le duc Hunald. Au XIIe siècle, le château est reconstruit en pierre, et comprend un donjon, de solides murailles ponctuées de quatre tours circulaires et une tour carrée (qui sera reconstruite au XVe siècle). Le dispositif est complété en contrebas par une palissade en rondins. 
Très disputé pendant la guerre de Cent Ans, il passe tour à tour aux mains des Anglo-Aquitains et des Français, que ce soit contre espèces sonnantes et trébuchantes, par saisie pure et simple ou de façon moins pacifique. Il appartient aux familles de Didonne puis par mariage de Tonnay, jusqu'à Geoffroi IV, prince de Tonnay et de Didonne (d'abord loyal vassal des Plantagenêts puis rallié aux Capétiens après la victoire de saint Louis IX sur Henri III à Taillebourg en 1242 ; † vers 1269 ; gendre de Savary de Mauléon), dont la fille cadette Aumode (Almodis, Alénodis ; dite aussi de Thouars à cause de son cousinage avec Aimery IX, fils de Guy de de Thouars et d'Alix de Mauléon ; sa sœur aînée Jeanne transmet Tonnay à son époux Aimeri IX de Rochechouart), dame de Montendre, épouse Guy vicomte de Comborn († vers 1298) avec postérité : les Comborn-Treignac, qui accèdent à la vicomté de Comborn en 1380.  
Aux XIVe et XVe siècles, la suite des maîtres de Montendre devient quelque peu erratique, au gré des vicissitudes de l'histoire de la Saintonge, disputée entre les Français et les Anglo-Aquitains.  
- Certains auteurs disent que Montendre passe à une certaine famille Jourdain (jusqu'en 1365 ?) : il faut sans doute comprendre qu'il s'agit d'une branche cadette des princes de Mortagne[6], dont deux membres semblent en effet surnommés Jourdain Geoffroi et son fils Raimond[N 1].
- En avril 1338, Montendre est échangé par Edouard III avec Mathe d'Albret, femme en 1314 d'Hélie-Rudel II seigneur de Pons et de Bergerac[7].
- En 1365, Montendre est confisqué par le prince d'Aquitaine Édouard de Woodstock, dit « le Prince noir », qui le confie au seigneur de Didonne, le Soudan de Latrau Bernard/Brémond-Arnaud de Préchac, un fidèle du parti anglais (le gendre du soudan de Latrau, mari de sa fille Isabelle de Pressac, était Bertrand III de Montferrand, fils de Rose d'Albret de Vertheuil, une petite-nièce de Mathe d'Albret ci-dessus).
- Sous Charles V et Du Guesclin, qui récupèrent la Saintonge en 1371-1375, Montendre est confisqué par la Couronne capétienne, et Charles VI le donne en 1385/1398 à la famille de Harpedanne de Belleville jusque vers 1429[8] : Jean Ier (de) Harpedanne, sénéchal de Saintonge, du parti français, et ses fils et petit-fils Jean II et Jean III de Harpedanne, ce dernier étant un gendre de Charles VI par son mariage avec Marguerite (cf. l'article Belleville).
- La deuxième femme de Jean II Harpedanne était Jeanne de Montaut-Mussidan, la marâtre de Jean III Harpedanne et la fille de Raymond II de Montaut-Mussidan, fils d'Auger de Montaut avec lequel le roi d'Angleterre Edouard III échangea Blaye en 1356 et auquel il donna Aubeterre en 1357. On retrouve ensuite Raimond II de Montaut comme sire de Montendre et Montguyon, comme le rappellent les érudits Moreri et de Courcelles : Raymond semble donc avoir repris le fief de Montendre de son gendre Jean II Harpedanne-Belleville.

Le 19 mai 1402, un combat chevaleresque oppose sept chevaliers français à sept chevaliers anglais au pied du château (selon la tradition; le site exact est sujet à controverses). Ce fait d'armes, connu sous le nom de « combat des Sept » se solde par la victoire des Français. En 1452, à la veille de l'effondrement total de l'Aquitaine anglaise (1453, bataille de Castillon et prise de Bordeaux), le château est pris par les Français conduits par Jehan de Brosse. Il est, au sortir du conflit, dans un état tel que des remaniements apparaissent indispensables : les murailles sont relevées, de même que la tour carrée. 
À la fin du XVe siècle (ou au début du XVIe siècle ?), le château passe à la Maison de La Rochefoucauld (branche de Montendre ,, dont certains représentants, comme Louis Ier de La Rochefoucauld, seigneur de Montendre († après 1559), adhèrent aux idées réformées. Au cours des guerres de religion, ce dernier manifeste son zèle en détruisant quasi-systématiquement les églises de sa seigneurie. La paix revenue, Henri IV fait de Montendre une place de sûreté protestante, au même titre que Pons ou Royan. Une garnison, logée dans le château, est chargée de garantir la sécurité de la place. En 1608, le château est pris sans coup férir par une bande d'aventuriers, au cours d'un événement passé à la postérité sous le nom de « surprise de Montendre ». Les villes alentour prennent peur, mais les intrus sont rapidement délogés. 
Au début du XVIIIe siècle, l'ingénieur et géographe Claude Masse décrit « une enceinte basse de bonne maçonnerie (...) mais à présent fort ruinée », précisant cependant que « ce poste pourrait soutenir un coup de main, et qu'il faudrait du canon pour le prendre ». À la même époque, le marquis Louis II de La Rochefoucauld-Montendre (1669-1742 ; Louis Ier ci-dessus était son quadrisaïeul) quitte ses appartements de la tour carrée et fait édifier un corps de bâtiment en pierre de taille, dit « logis de La Rochefoucauld ». Lorsqu'il meurt sans héritier direct en 1742, le château passe de famille en famille. 
En 1923, le château est la propriété de Mme Faure, qui transforme une partie de la propriété en promenade, laissée en libre accès. À sa mort en 1953, elle lègue le château à la commune, qui poursuit les aménagements : construction d'un théâtre de verdure en 1959, puis mise en place d'un musée consacré aux traditions locales, le musée d'art et de traditions populaires, dans la tour carrée.

## Architecture

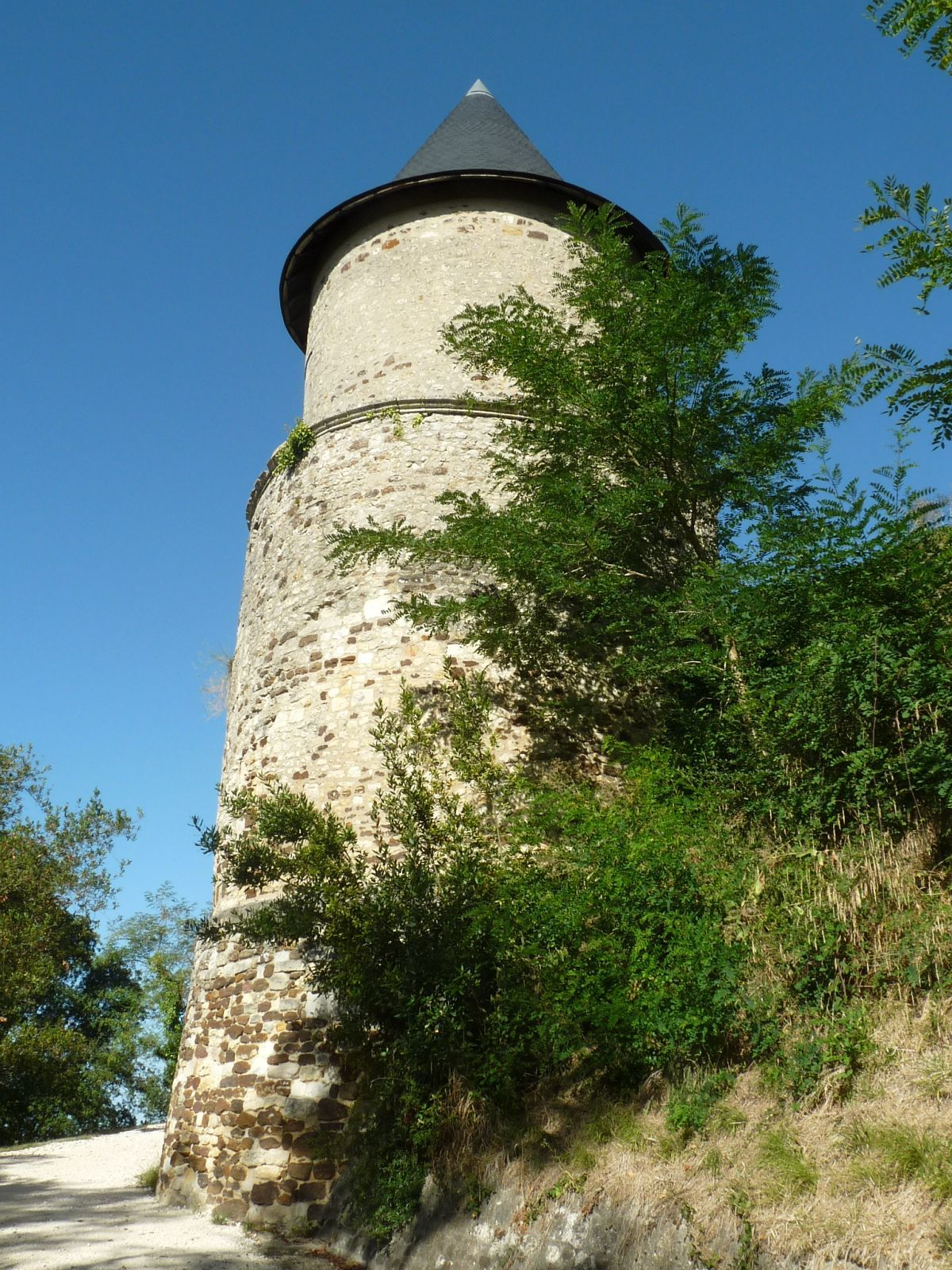
Tour sud de l'enceinte.

Il ne subsiste de la forteresse médiévale qu'une haute tour carrée de trois étages (XVe siècle, remaniée au XIXe), qui formait l'entrée de la cour, une tour ronde, des souterrains, ainsi que des vestiges de fortifications. La tour carrée abrite un musée consacré aux traditions locales, le musée d'art et de traditions populaires. Au centre de l'esplanade subsistent les ruines d'un logis noble, à un étage et d'aspect très simple, dit « logis de La Rochefoucauld ». Bâti au XVIIIe siècle à la demande du marquis Louis de La Rochefoucauld de Fonsèque, il comprenait à l'origine plusieurs chambres, deux cuisines, un office, et de nombreux communs parmi lesquels des écuries, une sellerie, une étable, une porcherie, un chai à vin et une remise. Abandonné au XIXe siècle, il apparaît encore dans son intégralité au début du XXe siècle, mais est finalement détruit, à l'exception d'un pan de façade doté d'une porte moulurée, qui sert de toile de fond au théâtre de verdure. 
Plusieurs bâtiments ont également été détruits, parmi lesquels la « maison des Féodistes », qui jouxtait la tour carrée, et une partie  des souterrains a été comblée pour des raisons de sécurité. Le site du château est aujourd'hui une promenade appréciée, d'où l'on jouit d'une vue sur la ville et les landes et bois environnant. Le théâtre de verdure, aménagé en 1959, a 1 200 places; on y donne des représentations et des spectacles pendant la saison estivale.